# Куинстаун (аэропорт)
Аэропорт Куинстаун (англ. Queenstown Airport) (ИАТА: ZQN, ИКАО: NZQN) — международный коммерческий аэропорт, находящийся в городе Франктон (регион Отаго, Новая Зеландия) и обслуживающий курортный город Куинстаун.
Услугами аэропорта ежегодно пользуются около 700 тысяч человек и данный показатель с каждым годом быстро увеличивается.

## Планы развития
В июне 2008 года руководство Аэропорта Куинстаун объявило о планах по установке новой системы освещения взлётно-посадочной полосы аэропорта. В настоящее время порт принимает рейсы только в светлое время суток, а после модернизации системы освещения будет способен принимать самолёты в любое время суток.

## Авиакомпании и пункты назначения
Большинство из обслуживаемых аэропортом рейсов приходится на маршруты внутри страны. Еженедельно выполняется несколько регулярных рейсов в аэропорты Австралии. В зимний лыжный сезон дополнительно вводятся чартерные маршруты двух авиакомпаний: Qantas на самолётах Boeing 737-400, Boeing 737-800 и Air New Zealand на лайнерах Airbus A320, Boeing 737-300.
В сентябре 2007 года Аэропорт Куинстаун завершил работы по модернизации и расширению пассажирского терминала международных направлений, общая стоимость работ составила 31 млн долларов США.
Аэропорт активно использует частная коммерческая авиация и авиация общего назначения, предоставляя в числе прочих услуг экскурсионные полёты по окрестностям Куинстауна и в Милфорд-Саунд. Основными типами самолётов, которые использует авиация общего назначения в Аэропорту Куинстаун, являются Britten-Norman Islander, Cessna 206 и Cessna 172.

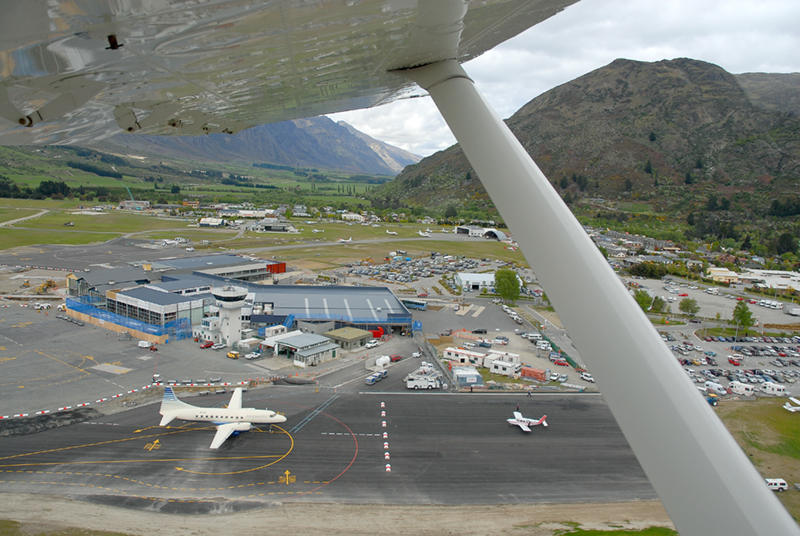
Аэропорт Куинстаун с самолёта авиакомпании Glenorchy Air

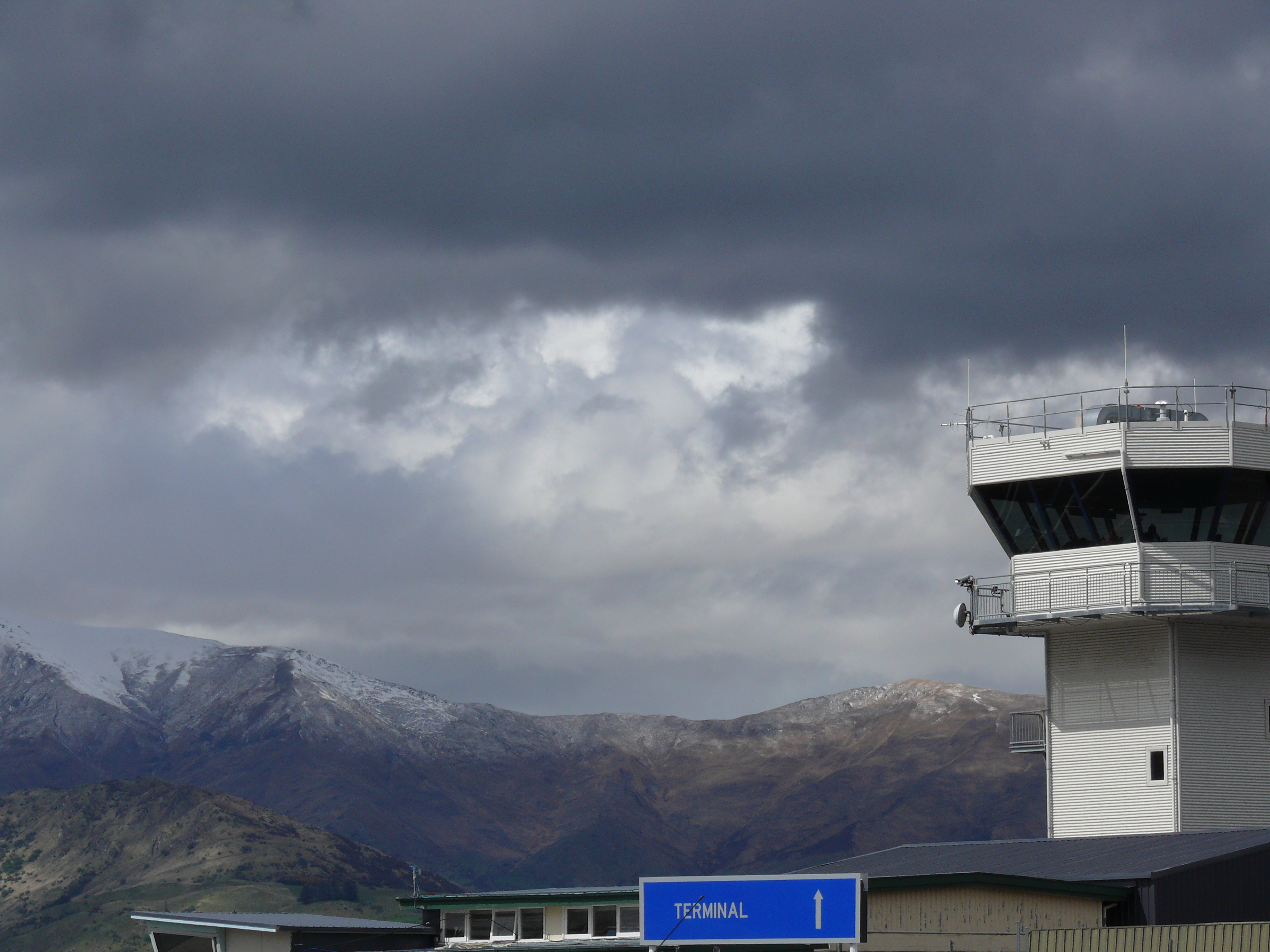
Аэропорт Куинстаун